# Reiner Stach
Reiner Stach (n. 1951, Rochlitz, Saxonia, Germania) este un autor, editor și publicist german, cunoscut în calitate de biograf al lui Franz Kafka. Stach trăiește și lucrează ca autor liber profesionist la Berlin. El a obținut premii literare și a publicat mai multe lucrări, inclusiv o trilogie biografică despre Franz Kafka.

## Viața și activitatea
Stach s-a născut în Rochlitz, Saxonia. A studiat filozofia, literatura și matematica la Universitatea Johann Wolfgang Goethe din Frankfurt pe Main. A obținut în 1985 titlul de doctor în filologie cu teza de doctorat Kafkas erotischer Mythos. Eine ästhetische Konstruktion des Weiblichen (Mitul erotic al lui Kafka. O construcție estetică a feminității).
Mai întâi Stach a lucrat pentru marile edituri germane ca redactor științific și redactor de cărți de non-ficțiune. A publicat mai multe eseuri și recenzii despre operele lui Hans Henny Jahnn și Franz Kafka în diverse reviste și antologii, cum ar fi Neue Rundschau și Revista de libros din Madrid. El a descoperit arhiva lui Felice Bauer, fosta logodnică a lui Kafka, din Statele Unite ale Americii și a prezentat-o în expoziția „Kafka's Bride” organizată la Frankfurt, Viena și Praga, printre alte locuri, în anii 1998 și 1999.
În timp ce Kafka a avut o operă literară relativ redusă cantitativ, influența sa este atât de mare, încât Stach estimează că sunt cel puțin 130.000 de site-uri web dedicate scriitorului german. Stach și-a oprit propria sa numărătoare a site-urilor dedicate lui Kafka când a ajuns la 500. Existau zeci de biografii ale lui Kafka. Stach a decis să scrie o trilogie biografică detaliată a lui Kafka deoarece în ciuda numărului mare de biografii „nu există nicio biografie definitivă a lui Franz Kafka”.
Stach a împărțit biografia lui Kafka în trei volume: de la naștere până la vârsta de 27 de ani (1910), perioada când a scris operele sale cele mai cunoscute (1910-1915) și perioada ulterioară (1916-1924). Cu toate acestea, obținerea unor suficiente materiale de cercetare pentru perioada copilăriei, adolescenței și a începutului tinereții (1883-1910) se bazează în parte pe obținerea accesului la arhiva lui Max Brod din Tel Aviv, care a fost până atunci în mare parte inaccesibilă cercetătorilor din cauza problemelor juridice. În consecință, Stach decis să înceapă să scrie această trilogie cu perioada 1910-1915, anii în care începe jurnalul lui Kafka, deci, primul volum cuprinde a doua perioadă cronologică. Scrierea acestui volum a durat aproximativ 10 ani. Primul volum publicat al biografiei lui Kafka, care acoperă anii 1910-1915, a apărut în 2002 sub titlul Kafka – Die Jahre der Entscheidungen (Kafka - anii hotărârilor). Acesta a fost tradus în limba engleză în anul 2005 de către Shelley Frisch. Cel de-al doilea volum publicat, Kafka – Die Jahre der Erkenntnis (Kafka - anii cunoașterii), apărut în 2008, prezintă ultimii opt ani din viața lui Kafka. Acest volum a fost publicat în limba engleză la sfârșitul anului 2011. Ultimul volum, care acoperă perioada cronologică cea mai îndepărtată, a fost publicat în limba germană în anul 2014. O traducere în limba engleză a acestui volum realizată de Shelley Frisch a fost finalizată în octombrie 2016. Trilogia a fost descrisă ca „masivă” și mergând până „în cel mai mic detaliu”.

## Premii
- 1991: Câștigător al unui concurs literar inițiat de Botho Strauß în Die Zeit despre romanul Fluss ohne Ufer (Râu fără maluri) al lui Hans Henny Jahnn, pentru eseul său „Die fressende Schöpfung. Über Hans Henny Jahnns Romantrilogie Fluss ohne Ufer” („Creația devoratoare. Despre trilogia Râu fără maluri a lui Hans Henny Jahnn”)
- 2003: Kulturförderpreis des Landschaftsverbandes Osnabrück Land (Premiul pentru promovarea culturii al Asociației Regionale din Osnabrück)
- 2008: premiul literar special Heimito von Doderer pentru biografia Kafka – Die Jahre der Erkenntnis[7]

## Lucrări publicate

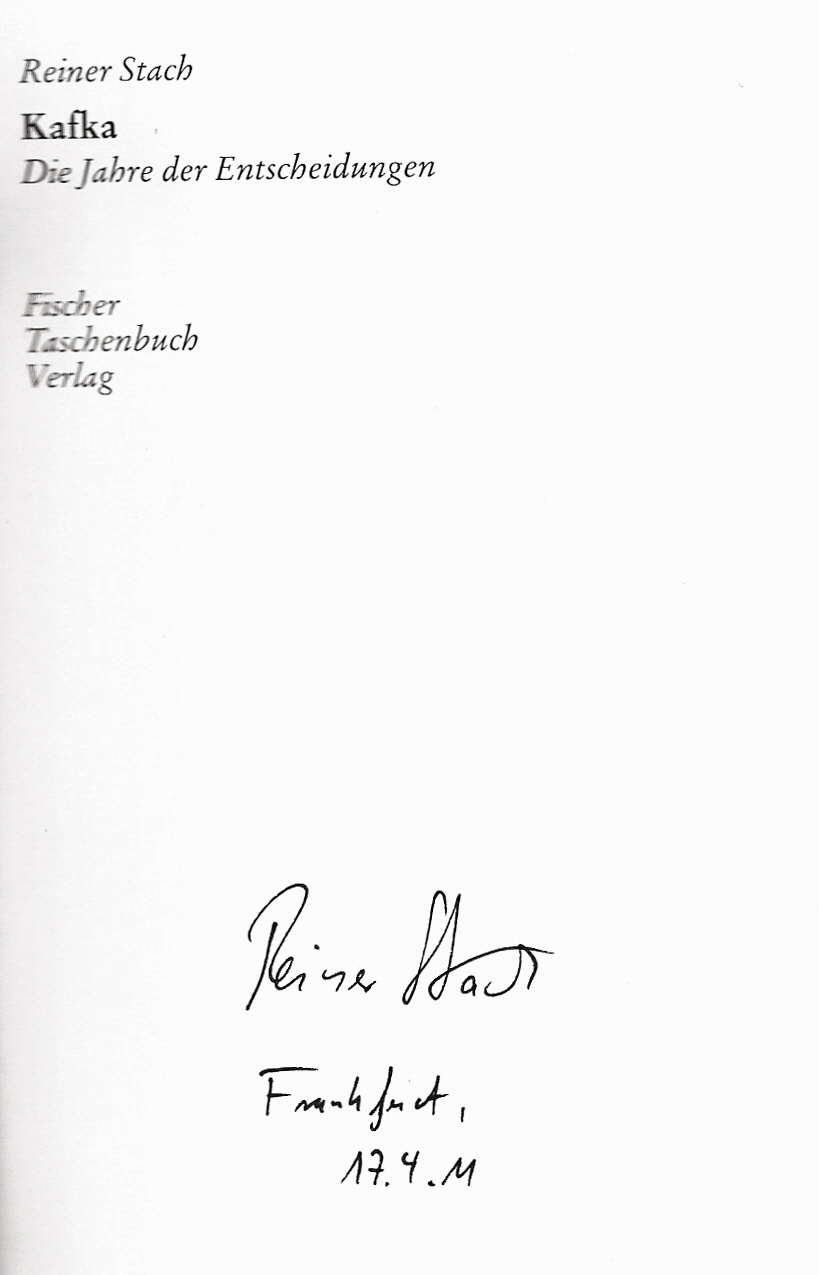
Autograful lui Stach pe un exemplar al cărții Kafka: Die Jahre der Entscheidungen

- 100 Jahre S. Fischer Verlag 1886 - 1986. Kleine Verlagsgeschichte [100 Years of S. Fischer Verlag 1886-1986. A Brief History.]. Frankfurt am Main: S. Fischer Verlag. 1986. ISBN 978-3-100-75106-5.
- Kafkas erotischer Mythos. Eine ästhetische Konstruktion des Weiblichen [Kafka's Erotic Myth. An Aesthetic Construction of Femininity.]. Frankfurt am Main: Fischer Taschenbuch Verlag. 1987. ISBN 978-3-596-27370-6. (Dissertation, Johann Wolfgang Goethe-Universität Frankfurt am Main, 1985)
- Gottfried Bermann Fischer und Brigitte Bermann Fischer: Briefwechsel mit Autoren [Gottfried Bermann Fischer and Brigitte Bermann Fischer: Correspondence With Authors.]. Frankfurt am Main: S. Fischer Verlag. 1990. ISBN 978-3-100-21602-1.
- „Die fressende Schöpfung. Über Hans Henny Jahnns Romantrilogie Fluss ohne Ufer” [The Carnivorous Creation. About Hans Henny Jahnns Trilogy River Without Banks]. Forum Homosexualität und Literatur. Siegen, Germany: Universität-GH Siegen. 15: 41–50. 1992.
- „Stil, Motiv und fixe Idee: Über einige Untiefen der Jahnn-Lektüre” [Style, Motif, and Obsession: Some Lectures about Jahnn]. Literaturmagazin. Berlin: Rowohlt Verlag. 35: 79–92. 1995.
- Kafka – Die Jahre der Entscheidungen [Kafka — The Decisive Years]. Frankfurt am Main: S. Fischer Verlag. 2002. ISBN 978-3-10-075114-0.
- „Das Ärgernis Hans Henny Jahnn” [The Scandal of Hans Henny Jahnn]. Literaturen. Berlin: Friedrich Berlin Verlag. 5: 52–57. 2003.
- Kafka – Die Jahre der Erkenntnis [Kafka — The Years of Realization]. Frankfurt am Main: S. Fischer Verlag. 2008. ISBN 978-3-10-075119-5.
- Kafkas Spiele. Eine kleine, kommentierte Kreuzfahrt durch Kafkas Nachlass [Kafka's Games. A small commented tour through Kafka's Legacy]. Düsseldorf: Onomato Verlag. 2011. ISBN 978-3-942864-19-0. (Audio Book)
- Ist das Kafka? 99 Fundstücke [Is that Kafka? 99 Finds]. Frankfurt am Main: S. Fischer Verlag. 2012. ISBN 978-3-10-075135-5.
- Kafka. Die frühen Jahre [Kafka. The Early Years.]. Frankfurt am Main: S. Fischer Verlag. 2014. ISBN 978-3-10-075130-0.